# 特別養子縁組
特別養子縁組（とくべつようしえんぐみ）とは、児童福祉のための養子縁組の制度で、様々な事情で育てられない子供が家庭で養育を受けられるようにすることを目的に設けられた。民法の第四編第三章第二節第五款、第817条の2から第817条の11に規定されている。

## 概要
子供が養親と縁組した後も実親子関係が存続する普通養子縁組とは違い、特別養子縁組は養子と実親との法的な親子関係を解消させ、養子と養親が実親子と同様の関係を成立させる制度である。ただし、近親婚を禁止する規定は例外的に実親の親族との間でも適用される。
特別養子縁組の条件として子供が養子縁組できるのは、子供の年齢が15歳になるまでと制限されている（ただし15歳未満から養親候補から事実上養育されており、やむを得ない事由で15歳までに申し立てが出来ない場合は15歳以上でも可能）。
特別養子縁組の離縁は、「養親による虐待、悪意の遺棄その他養子の利益を著しく害する事由があること」「実親が相当の監護をすることができること（実父母の双方がすでに死亡している場合は対象外）」「養子の利益のために特に必要があると認めるとき」と家庭裁判所が認めた場合のみ可能であり、その場合は離縁の日から実親らとの親族関係が復活する。
なお、里親制度と養子縁組が混合されがちであるが、里親委託は里親が（実親の生活が安定するまでなどの）一時的に子供を養育する制度であり、里親と子供の戸籍上の繋がりは発生しない点が養子縁組とは異なっている。
2020年4月施行の民法等の一部を改正する法律では特別養子縁組における養子となる者の年齢の上限を原則6歳未満から原則15歳未満に引き上げるとともに、特別養子縁組の成立の手続を二段階に分けて養親となる者の負担を軽減する改正が行われた。
不妊治療を終えると決意した夫婦が特別養子縁組の選択肢を検討することがあるが、厚労省は親の年齢制限は設けていない。しかし自治体によっては、親と子供の年齢差を40歳～45歳程度に制限しているところもある。
朝日新聞「GLOBE」副編集長 後藤絵里は日本国外では出産前に妊娠相談と養子縁組を合わせて相談する仕組みができているのに対し、日本の児童相談所は出産後の対応に限ったものになっていると指摘している。

## 沿革

### 菊田医師事件（赤ちゃんあっせん事件）
菊田医師事件とは、1973年に産婦人科医菊田昇による乳児の出生書の偽装が発覚した事件で、特別養子縁組成立の発端になったとされている。
宮城県石巻市の産婦人科医であった菊田昇医師は、人工中絶、特に妊娠7か月以上で時に生きて出生する乳児の生命を絶つことに疑問を抱いていたことから、中絶を希望する妊婦に対し、出産して乳児を養子に出すように説得していた。同時に、子宝に恵まれないために養子の引き取りを希望する夫婦を地元紙で募集し、乳児を無報酬で養子縁組をしていた。その数は100人以上に及ぶと言われている。
だが、当時の日本は特別養子縁組に関する法律規定が無く、養親が実子のように養子を養育できるように、また実母が出産した経歴が戸籍に残らないようにとの配慮から、乳児の出生証明書を偽造していたことが発覚。しかし、この事件を契機に、法律に違反しながらも100名以上の乳児の命を守ったことへの賛同の声が巻き起こり、実子として養子を育てたいと考える養親や、社会的養護の下に置かれる子供が社会的に認知され、要望に応える法的制度が必要だという機運が高まった。
妊娠7か月以上の胎児の堕胎も禁止された。記録書籍として 「この赤ちゃんにもしあわせを 菊田医師赤ちゃんあっせん事件の記録」菊田 昇 著 / 243頁/ 人間と歴史社刊がある。

### 愛知方式
愛知方式とは、1982年に愛知県の児童相談所で始まった赤ちゃん縁組である。乳幼児は家庭で愛情を持って育てられるべきという考えをもとに、児童福祉司の矢満田篤二が取り組み始めた。矢満田篤二は虐待死により死に至るケースで最多なのが、出生日の赤ちゃんであり、加害者の9割が母親であることを重視している。
愛知方式では、妊娠をしたが自分は育てられない女性がいるという連絡が児童相談所などに入った場合、妊娠中からの実母の相談に乗り出産前から実母のケアをする。一方で行政側が養親を選定し、養子縁組を行う。
妊娠中から悩む実母のケアを行うのは、海外における養子縁組では一般的であるものの、当時の日本では画期的であった。愛知方式は現在の日本における特別養子縁組のあっせん方法の基礎となり、民間あっせん団体は多くがこの方式を活用している。
特別養子縁組前提を前提とした「新生児里親委託」とも呼ばれる。養親の候補者の夫妻は、性別や障害の不問、産みの親から引き取り希望があった時には、真に子供の幸せになることであれば育てた子供を返すこと、また取材協力をすることなどの9箇条への誓約を経なければならない。
なお、子供との年齢差を考慮し、親の年齢は40歳までとされている。不妊夫婦では、縁組後実子を授かるケースがあるため、養子との関係を考慮して暫くの間の避妊も指導するなど、養子の幸福に配慮している。また、出産女性の身や立場を考慮し、妊婦を自宅から離れた地で「ホームステイ預かり」することもある。
家事平成27年度司法統計「9 家事審判・調停事件の事件別新受件数 家庭裁判所別 」によると、裁判所別の特別養子縁組成立件数は、東京73件に続き、愛知63件となっている一方、甲府、大阪、奈良など一けた台のところも多く存在する。

### 特別養子縁組の成立とその後
1987年、民法改正によって特別養子縁組が導入され、翌年に施行された。
特別養子縁組の条件として子供が養子縁組できるのは、子供の年齢が6歳になるまでと制限されていた（ただし6歳未満から事実上養育していたと認められた場合は8歳未満まで可能であった）。
同時に厚生労働省によって「養子縁組斡旋事業の指導について」という通知が提出され、あっせん事業者は都道府県や政令指定都市に、業務開始の届けを提出することが義務付けられた。
家庭裁判所の特別養子縁組の認容件数は、当初は普通養子縁組をしていた親子が特別養子縁組に切り替えるなどしたため年間約1200件の特別養子縁組が行われた。その後は認知度の低さもあり350件前後にとどまっていたが、近年は支援活動の活性化などもあり増加傾向にあり、2014年度は513件の縁組が成立している。
2019年の法改正により、養子となる者の年齢が「原則6歳未満」から「原則15歳未満」に引き上げられ、15歳になる前から養親となる者に監護されていた場合は18歳未満まで審判請求が可能となった。

### 「あっせん」と「マッチング」
養子と養親のマッチングについて、厚生労働省の通知等にも見られるように「あっせん」という用語が広く使われてきたが、現在では「あっせん」に代わり「マッチング」等の用語の使用を積極的に行う団体も多い。

## 制度の運用

### 担い手
特別養子縁組の成立には、養子と養親のあっせんが不可欠であり、その仲介は児童相談所と民間あっせん事業者、医療機関が担っている。
児童相談所
児童相談所は児童福祉を担う公の機関であり、特別養子縁組のあっせんも業務の一部として行っている。ただし愛知方式のように産まれた赤ちゃんが比較的早い段階で養親の元で生活を始めるケースは現在でも必ずしも多くは無く、いったん乳児院へ措置した後に児童相談所により養親の元へ行くケースも多いとされている。
2013年度に里親委託をした児童相談所は全体の約6割の114カ所で276件であった。この件数は全縁組件数の56%であるため、日本における養子縁組は児相と民間団体等がほぼ半々ずつ行っていることになる。
民間あっせん事業者
全国に15団体。種類の内訳は、任意団体、社団法人、非営利団体となっている。社会福祉法第69条第1項の規定に基づき、「国及び都道府県以外の者は、第二種社会福祉事業を開始したときは、事業開始の日から一月以内に、都道府県知事(指定都市市長または中核市市長)に届け出なければならない。」とされている。
民間事業者による縁組のあっせん数は2011年度において127件。2006年の32件と比較して、5年間で約6倍の増加となっている。127件のあっせんのうち、養子の受け入れ先は国内が103件、海外が24件。
あっせん方法は愛知方式と同様であり、支援団体の中には出産費用の援助や住む場所がない女性のために住まいを提供する団体、障碍者の海外養子縁組などを行う団体などもある。民間事業者は個別の妊婦や養親のカウンセリングに親身にあたれることが特徴とされている。
事業者の活動経費は、あっせんにかかる費用を実費あるいは寄附金として養親側に負担してもらうことで活動を維持している。事業者によって養親の負担額は大きく異なる。費用の主な内訳は、弁護士・カウンセラー・養子引き渡しの際に必要なベビーシッター等の人件費、裁判費用、交通費、オフィスおよび業務運営諸経費となっている。
医療機関
従来、一部の医師会や産婦人科医があっせんを行っているのみであったが、2013年9月にあんしん母と子の産婦人科連絡協議会が設置されたことを受け、担い手としての医療機関の存在感は増している。同協議会には、14道府県の計20の産婦人科が参加し、連携して特別養子縁組に取り組むネットワークが形成されている。

### 成立までの流れ
特別養子縁組成立までの流れは、児童相談所での登録を経て縁組するか、民間あっせん事業者での登録を経て縁組するかによって異なっている。登録後に養親が実際に養子を受け入れるまでの待機期間についても、数週間から数年間までケースにより大きく異なる。
東京都の児童相談所の場合
児童相談所を通して特別養子縁組をする場合、養親はまず、養子縁組を目的としてそれまでの間里親として子供を養育する、養子縁組里親への登録が必要である。自治体により多少の差異はあるが、東京都における養子縁組里親登録までの流れは以下のようになっている。
- 児童相談所へ問い合わせ
- 申請要件の確認
- 認定前研修申込・受講（詳細は里親の養育里親研修の項を参照）
- 登録申請
- 児童相談所職員による家庭調査
- 児童福祉審議会里親認定部会（2ヶ月に一回）で審議
- 東京都知事が認定登録

養子縁組里親としての登録をした後は、児童相談所からの子供の紹介を待つことになる。紹介を受けてから、特別養子縁組の成立に至るまでは以下の通り。
- 児童相談所からの子供の紹介
- 児童相談所立会いの下、子供と里親の引き合わせ
- 1～3ヶ月間の交流期間
- 児童相談所による委託の決定
- 委託から6か月間同居しての様子を見たのち、家庭裁判所へ申し立て
- 家庭裁判所での調査を受け、特別養子縁組の審判確定

民間あっせん事業者の場合
民間事業者でも、養親はまず書類審査や面接を経て里親に登録することを求められる場合が多い。民間事業者における、養親になるまでの具体的な流れは以下のようになっている。
- 民間のあっせん事業者へ問い合わせ
- 面接／審判により、養親の条件を満たしているか、養子を受け入れる環境が整っているか判断
- 養親登録が完了
- あっせん事業者から養子を引き取ってほしいとの連絡を受ける
- 乳児が養親の元に連れられ、乳児との生活開始
- 家庭裁判所への申し立て
- 6ヶ月間の試験養育期間を経て、特別養子縁組の審判が確定

### 成立要件
特別養子縁組は、父母による養子となる者の養護が著しく困難又は不適当であることその他特別の事情がある場合において、子の利益のため特に必要があると認めるときに成立するものとされている。
養子
養子になるには、特別養子縁組の請求時に15歳未満でなければならないが、15歳に達する前から養親となる者に監護されていたと認められる場合、特別養子縁組の成立時に18歳に達していなければその限りではない。ただし、養子が15歳を超えている場合は本人の同意が必要である（民法第817条の5）。
養親
原則として夫婦が25歳に達していることが必要とされているが、夫婦の一方が25歳に達していない場合においても、その者が20歳に達していればよい（民法第817条の4）。
養親の上限年齢については、民法上の規定はない。但し、特別養子縁組を行う各事業者の規定により上限が定められる場合が多く、その幅は39歳未満から50歳未満まで大きく異なる。
児童相談所での養子縁組里親の登録により縁組する場合には、各自治体が要件を定めており、例えば、東京都管轄の児童相談所では養子縁組里親の要件を25歳以上50歳未満としている。
年齢以外では、健康で安定した収入があることなどが要件である。
一部の民間あっせん事業者では、配偶者のうち一方が専業主婦（夫）になりうることが求められる場合もあるが、民法上の規定はなく、そのような要件がない事業者も多い。

## 社会的背景

### 特別養子縁組が必要な背景
特別養子縁組が必要とされる背景として、以下の2点が指摘されている。
セーフティーネットとしての特別養子縁組
特別養子縁組は、中絶や児童虐待や虐待死から子供を守るセーフティーネットになっている。
高校生など学生で妊娠に至った場合、学校は退学処分になり将来の夢が阻まれるほか、2017年には東京都台東区で女子高校生が妊娠が分かり親からの叱責などを恐れ交際相手に嘱託殺人させた事件 や千葉市では2018年に交際相手（16）が出産した新生児の遺体を自宅に隠した少年（17）の事件、2017年には静岡市で女子大生（20）が乳児遺体遺棄で逮捕される事件 が起こっている。厚生労働省の虐待死の統計では、その被害者は半数以上が0歳であり、児童虐待死が最も多いのは「0歳0ヶ月0日」となっている。
施設養護に代わる手段としての特別養子縁組
施設よりも養父母の元で育てられると乳幼児の発育に良い影響を与えるという研究報告もあり、養子縁組は今後の日本の施設養護に代わる今後の社会的養護の手段として着目されている。
例えば、出生後施設に預けられた児童と里親や養子縁組等家庭養護のもとにおかれた児童の発育を比較研究したレポート では、以下のような結果が報告されている。
- 家庭的養護に置かれた子供たちの方が施設に置かれていた子供たちよりも、認知能力・発育においてより良い結果を示している。
- 施設から里親、養親の下に置かれる年齢が低ければ低いほど、子供の発育により良い影響を与える。

### 特別養子縁組が広がらない背景
2014年度において513件の特別養子縁組が成立し、統計上は養子縁組を望む妊婦よりも養親希望者の方が多いにもかかわらず、家庭養護の下に置かれる子供の数は依然として増えていない。その背景としては以下の5点が挙げられている。
認知度が低い
例えばアメリカでは養子縁組が国の児童福祉政策の一環と位置づけられ、養子縁組に関する認知度も9割近くととても高く、アメリカ人の約3人に1人が養子縁組を考えたこともあるとアンケート調査に回答している。行政の支援もあり、年間12万件を超える養子縁組が成立しているとされ、Apple Computer創業者のスティーブ・ジョブズ、映画監督のマイケル・ベイ、俳優のレイ・リオッタなど養子出身の有名人も多い。人口が日本の約半分のイギリスやフランスでも毎年5千件程度が成立している。
一方日本ではまだ養子縁組の認知度が低く、活性化のための議論も近年になって始まったため、実際には養子縁組が可能なのにもかかわらず、そういった事実が妊娠した女性に認識されないままに中絶などの悲しい結果に至っている可能性がある。
養親からも、日本では「（産んでも）子供が幸せになれない」といったような理由で赤ちゃんが中絶されてしまうことがあるとし、「生まれる子供が幸せになれるかどうか。それは、必ずしも大人が判断することではないと思う。世の中には、子供をほしがっている人もたくさんいる。もっと特別養子縁組が円滑に進むシステムや、社会の理解を深めてほしい」 といった声がある。
日本財団は、2014年に(4と4でようしであることから)4月4日を養子の日と制定。毎年養子縁組への理解と深めてもらう周知啓発イベントを行うほか、「養子縁組推進法」の制定へ向けた政策提言などを国などに行うとしている。
実親の同意要件のハードル
厚生労働省の平成28年調査によると、特別養子縁組を選択肢として検討すべきであるものの、特別養子縁組に関する障壁により特別養子 縁組が行えていない事案は、298件であり、障壁となっている事由としては、「実親の同意要件」が205件（68.8%）で最も多く、次いで「年齢要件」が46 件（15.4%）であった。
成立までの困難理由にも子供が無戸籍状態であり手続きに時間を要した、実親が行方不明のため家庭裁判所の実親の同意を得るのに時間を要した、実親が同意を翻したなどが挙げられている
障害児と健常児を選ぶことができない
特別養子縁組では児童相談所の２５％が障害児である。これに対して里親は障害児でも構わない旨を同意させられるため、７５％の健常児を選ぶことができないためリスクを回避する傾向にある
促進させる法律の不整備
1987年の法改正により特別養子縁組は民法や児童福祉法で定義されたものの、そこからさらに促進させる法律まではまだ存在しない。
行政からの補助金がない
民間事業者のあっせんに必要な実費を、養親が全額負担しているため、経済的負担から養親の数が増えにくいと指摘されている。
愛知方式が全国の児童相談所に浸透していない
児童相談所の対応としては、親元で育つことのできない乳児を特別養子縁組に組むのではなく、乳児院に措置することが一般的となっている。その背景として、主に以下の3点が挙げられている。
- 児童相談所はその仕事に対してマンパワーが足りてない所が多いこと。
- いまだに特別養子縁組のあっせんは2歳以上であるべきいう考えが存在する場合がある。
- 児童相談所は地方公務員であることが指摘される。各都道府県の管轄下に置かれているため、愛知方式は他県に広がりにくい要因となっている。

また里親委託や養子縁組を担当する専任の常勤職員がいる児相は56カ所で、148カ所が他の業務と兼任する常勤職員、99カ所が専任の非常勤職員の配置となっており、養子縁組の活発化のために児童相談所に専門職を配置する必要性を指摘する声もある。
養親に課される条件によって、養親の数が増えない
厚生労働省のガイドラインでは「子どもが成人したときに概ね 65 歳以下となるような年齢が望ましい」とされており、これに従って多くの民間あっせん事業者が養親に対して年齢制限を設けている。しかし特別養子縁組を希望するのは多くの場合不妊治療を長らく続けた夫婦であり、養親を希望した時には年齢の上限を超えている夫婦が少なくない。
また配偶者のうち一方が養子の養育に専念すべきとの観点から、養親の共働きを規制する事業者も存在する。しかしながら、夫婦共働きが浸透してきている今日において、養親に事実上専業主婦となることを強制するのは非現実的であるという指摘も挙がっている。
その他
養子縁組を望む夫婦に関する情報を全国の児童相談所、民間機関、産科婦人科医院など関係機関で共有し、赤ちゃんに最も恵まれたマッチングを模索するシステムを構築する必要性を指摘する声もある。

## 特別養子縁組をめぐる議論

### 民間あっせん団体の運営費
多くの民間事業者は、政府からの支援がない中で養子縁組にかかる諸経費をまかなうため、養親に費用を負担してもらうことで運営している。
欧州諸国や韓国など多くの国では、養子縁組は産みの親と暮らすことのできない子供のための福祉として捉えられていることから縁組のあっせんにかかる制度的基盤が整えられ、あっせんを行う事業者についても多くの支援が行われており 縁組の際の養親の費用は掛からない。ドイツでは養子縁組斡旋法が制定され、地方自治体は斡旋に従事する常勤の専門職を最低2名置かれた公的な斡旋機関を設立することが義務付けられている。民間団体も規定を満たせば人件費や事務所経費をカバーできる額の補助金が協定によって地方自治体から支払われ、利用者が自分に合った斡旋と相談サービスを同一の条件で受けられるようにしている。またアメリカは無償ではないものの、同じく養子縁組は子供のための福祉と考えられていることから、養子縁組にかかる費用には免税措置がある。
日本では、国からの補助金等の支援が全く行われていないことから、民間事業者への国の支援のあり方も含めた議論が必要だとの指摘もある。
2020年夏、文京区にあった養子縁組斡旋団体が東京都の許可を受けている最中、申請を取り消したうえで都とも連絡が取れなくなった自体が起こった。18年4月の養子縁組あっせん法により斡旋は許可制度になったが法施行前から運営する事業者は、申請の審査中は「経過措置」で活動が可能だったため期間中の斡旋により新たな生みの親、養親に被害を拡大させた。今後も出生に纏わる書類の管理が課題となっている。

### 国際養子縁組
国際養子縁組とは、国籍の異なる養親と養子との間で成立する養子縁組を指す。
国際養子縁組の総成立件数は把握されていないものの、日本国内の法律がないため養子縁組にかかる手続きが比較的容易である等の理由から、養子縁組大国である米国での受け入れも多い。米国国務省によると、1999年から2012年の13年間で日本から米国に養子に出された事例は483件、2012年度は21人であった。国際養子縁組は、多くの先進国が養子を受け入れる中で、このように日本が養子送り出し国となっていることについては一部の有識者から批判がある。国際連合が1989年に採択した『子どもの権利条約』においても、国内養子縁組ができない場合の次善の手段として位置づけられている。
韓国では1970年代から1990年代にかけては海外養子縁組が拡充した。産業化、都市化の進展において、未婚の母が急増。未婚の母から生まれ子供たちは、海外養子縁組に出された子供たちの大部分にあたる が、国連子どもの権利条約に批准した1990年以降、施設収容より家庭的養護が重視され始め、養子縁組は里親制度と並ぶ要保護児童対策として重要な役割を占めていると認識されるようになった。その結果、海外養子ゼロを目標に、国内養子縁組を優先させる方策が次々と打ち出された。要保護児童を家庭で育てる政策として、斡旋にかかる手数料の支払いや、子供が13歳になるまでの養育費の補助などが行われる他、心理治療についても支援がある。また、2008年には、日本の特別養子縁組制度に類似した、新しい親養子制度が施行されている。
一方で、海外では日本に比べ障害児の養子受け入れが進んでいる等、国際養子縁組が養子の最善の利益になる場合もあるため、一概には否定されるべきではないという意見もある。これらの状況を受け、近年、国内では国際養子縁組が多い背景の一つとされている、国内の制度基盤の未整備に立法化の動きもでてきている。

### 障害児の特別養子縁組
ダウン症などの障害を持つ子供を産み、育てられないという理由で特別養子縁組にわが子を出すことを希望する親が増えていると感じすると話すNPOがいる。しかし親が手放す理由によっては裁判で認められないケースもあり、経済的に豊かであり兄妹は育てているがダウン症の子供を手放すことを希望したケースでは認められず、母親が障害児の子供を育てる自信がなくうつ病となりやむを得ないと認められたケースもあった。特別養子縁組に取り組むBabyぽけっとでは、最近障害のある子を特別養子縁組に出したいという依頼が増えすぎ、障害のある子の引き取りを制限している。その一方で障害のある子供の特別養子縁組に取り組むNPO法人もあり、障害児と理解した上で引き取る人々もいる。

## 近年の動き
2012年、超党派の議員を中心として、養子縁組あっせん試案 が作られたが、養子に関する規定の明確化を目指し、あっせんにかかわる団体について現在の届出制を都道府県による許可制に改め、金品授受に関する規定をつくるなど、国内の養子縁組を活性化させる上での基盤づくりに資する法案「民間あっせん機関による養子縁組のあっせんに係る児童の保護等に関する法律」 が、2018年に施行された。
2009年4月には代理母出産をした母子について特別養子縁組が初めて認められたり、2014年4月には性同一性障害で男性から性別変更した大阪府の30代女性が結婚後に児童養護施設から引き取った3歳男児との特別養子縁組が認められるなど している。
2016年11月、営利目的で養子あっせんした容疑で民間団体が捜索される事件 が起き、東京の夫婦が「縁組成立せず苦痛」を受けたとして養子あっせん団体を提訴した。また、2018年のあっせん法実地後、要件を満たさない団体が不許可になるなど、あっせん事業団体の事業運営に質の担保を求める動きが進んでいる。
2016年には、日本全国の有志の自治体及び広範な関連民間団体による「子どもの家庭養育推進官民協議会」が設立され、養子縁組・里親委託をはじめとする家庭養護の提供を官民協働の元、優先的に進めることを目的にしている。

## 題材とした作品・ドキュメンタリー
- 後藤絵里、『産まなくても、育てられます 不妊治療を超えて、特別養子縁組へ (健康ライブラリー) 』 2016年 講談社 ISBN 978-4-06-220329-6
- 『はじめまして、愛しています。』 - 特別養子縁組をテーマにした2016年のドラマ。
- 『朝が来る』- 特別養子縁組をテーマにした辻村深月の小説・2020年公開の河瀬直美監督の映画
- 『かぞくを編む』 - 特別養子縁組を題材に『BE・LOVE』（講談社）で連載された慎結の漫画作品。
- “生まれる命”の橋渡し 特別養子縁組に取り組む産婦人科医
- 養子縁組という選択（テレビドキュメンタリー）
- 養子という選択 朝日新聞GLOBE
- 里親月間 ある家族のかたち - TOKYO MX制作
- マザーズ 「特別養子縁組」母たちの選択 - 中京テレビ制作ドキュメンタリー
- ＆family - 瀬奈じゅん（元宝塚歌劇団・養親当事者）不妊治療を経て、特別養子縁組に至った自らの経験を元に「特別養子縁組」の認知拡大の為に活動している。

## 支援団体などの外部リンク
- 認定特定非営利活動法人環の会-予期しなかった妊娠、出産、子育てに悩む方への相談を行うために、1991年に設立。410人以上の子供を新しい家庭に迎えることをサポート。（2022年8月現在）
- あんしん母と子の産婦人科連絡協議会 - 14道府県、計20の産婦人科病院や医師が参加し、連携して特別養子縁組に取り組む医療ネットワーク
- SOS 赤ちゃんとお母さんの妊娠相談 - 熊本の 慈恵病院 による、望まない妊娠により悩みを抱えている人のための相談窓口。
- 一般社団法人 アクロスジャパン 東京都江東区木場にある産科「東峯婦人クリニック」を始め、顧問弁護士、精神科医等と協働提携し相談支援を行う。
- 認定NPO法人 フローレンスの赤ちゃん縁組
- 社会福祉法人 日本国際社会事業団
- 特定非営利活動法人 ＮＰＯ Ｂａｂｙぽけっと
- 一般社団法人 ベアホープ
- ストークサポート
- 岡山県ベビー救済協会
- 大阪府にんしんＳＯＳ 大阪府が委託している妊娠の相談窓口
- NPO法人 円ブリオ基金センター
- 公益社団法人家庭養護促進協会 大阪事務所
- 公益社団法人家庭養護促進協会 神戸事務所